# やがて君になる
『やがて君になる』（やがてきみになる、英語: Bloom Into You）は、仲谷鳰による日本の漫画。略称は『やが君』。誰のことも特別に思えない少女と、自分自身のことが嫌いなために他人からの好意を受け入れられない少女の2人を軸とした百合漫画である。
本作は仲谷の連載デビュー作であり、『月刊コミック電撃大王』（KADOKAWA）において、2015年6月号から2019年11月号まで連載された。単行本は全8巻。2024年10月時点で累計発行部数は170万部を突破している。2016年には本作コミックス3巻と、鍵空とみやきの『ハッピーシュガーライフ』（スクウェア・エニックス）4巻の発売を記念して合同フェアが開催された。

## あらすじ
遠見東高校の1年生小糸侑は、誰かを特別に思う気持ちが理解できないという悩みを抱えていた。1学期のある日、侑は生徒会役員の七海燈子と知り合う。侑は燈子が多くの生徒から告白され、そのいずれにも心を動かされたことがないと知り彼女に悩みを打ち明ける。しかし、直後侑は燈子から突然告白をされる。侑は特別に思う気持ちは持てなかったが、燈子から「自分を好きにならないで欲しい」という条件で交際を始め、燈子からの一方的な好意を受けることになる。生徒会長選挙で侑は燈子の推薦責任者を引き受けるが、その中で燈子の本当の姿を見たことで侑は燈子が侑を好きになった理由を知る。その後侑の応援演説の成功もあり、燈子は生徒会長選挙で当選を果たす。
燈子と侑に加えて燈子の親友で副会長を務める佐伯沙弥香、生徒会の引継ぎの手伝いからそのまま生徒会に入った槙聖司、前生徒会長の久瀬の紹介で入ってきた堂島卓の5人で新生徒会はスタートする。代替わりした生徒会で会長に就任した燈子は、侑を含めた生徒会役員に対し、文化祭で生徒会による劇を行うことを提案する。生徒会による劇は、かつて燈子の姉も実施しようとしていたが、その途上で夭折していた。侑は当初劇を行う事に反対していたが、今の燈子が姉の姿を無理に演じている事を知り燈子を助けたいという思いから劇を行う事に賛成し、侑は作家志望の友人叶こよみに脚本の執筆を依頼する。侑と燈子の関係は続いていたが、侑の部屋での勉強や体育祭等を通じて無意識ではあるが侑の心境や態度に変化が表れてくる。
夏休み、生徒会役員はこよみの脚本を基に演劇合宿を行う。合宿中、燈子は演技指導として招かれていた生徒会OBの市ヶ谷から燈子のイメージとは違う姉の姿を聞かされ「君は姉とは似ていない」と言われる。姉と死別して以来、姉の人生をなぞろうと努めてきた燈子は市ヶ谷の言葉に動揺する。合宿後燈子は姉を演じる自分も自分自身も嫌いである事を侑に伝える。侑は自己否定をする燈子を変えたいと思い、こよみと協力して脚本の修正に取り組む。
2学期、生徒会は侑たちが修正した新しい脚本で劇に臨むが燈子は難色を示す。しかし侑がこれまでの燈子の姿を肯定した上で「自分を嫌いにならないで欲しい」との言葉に燈子は新しい脚本で取り組む決意をする。劇は成功に終わり、燈子は劇団に入団するなど「姉の代わりではない人生」を模索するようになる。一方で侑の中では燈子に対する想いが膨らんでおり、遂には燈子に告白するに至る。しかし燈子が発した「ごめん」の言葉から意味をはき違えた侑と燈子の間に溝が出来てしまい、お互いにわだかまりを残したままこれまでの二人の関係は終わりを告げる。
秋も深まり燈子達2年生は京都へ修学旅行に出発する。入学時より燈子に対し想いを秘めていた沙弥香は修学旅行で燈子に告白をする。燈子は沙弥香の想いを受け止めながらも、侑と過ごした時間を思い出し自分の気持ちに気付く。そして燈子は沙弥香に対し感謝しながらも、侑が好きなことを伝えて告白を断る。一方、侑は燈子との関係を知っていた槙に対し、燈子に告白したが断られ、特別な気持ちは持てなかったと伝える。しかし槙からは侑が既に特別な気持ちを持っており、結果を恐れて逃げているだけだと告げる。槙の言葉を受けた侑もこれまでの燈子との交際を思い出し、改めて本当の自分の気持ちに気付く。修学旅行の帰りの中、燈子は侑に会いたいとメールを送る。そして侑と燈子は自分の本当の気持ちを伝えるべく生徒会室へと向かう。
夜の生徒会室で侑と燈子は再会し、燈子は「好き」を怖がっていたこと、侑は自分で選ぼうとしなかったために「好き」を持てなかったことを相手に伝える。そして侑と燈子は互いに相手の事が「好き」だと告白し、本当の恋人になる。その後二人の交際は順調に続いていくが、日に日に相手への思いは強くなっていく。そして燈子の市民劇団での公演終了後、侑は燈子の家に泊まりたいとお願いし燈子も侑の願いを受け入れ、燈子の両親が旅行で不在の時、侑は燈子と一夜を過ごす。
数年後、大学生となった侑は卒業後も続いている生徒会劇を見るため遠見東高校の文化祭に向かう。かつての高校時代の友人達と再会し、プロの舞台俳優としての道を歩みだした燈子と合流して昔を思い出しながら観劇をする。燈子と侑の薬指には、指輪が見える。その帰路、侑と燈子は互いに将来についての悩みを打ち明けるが、燈子は「侑は何になってもいい」と言い、侑も「燈子が好きなものになればいい」と言い、二人が星を見ながら燈子の家に向かうところで物語の幕は閉じる。

## 登場人物
特に記載がない場合、声はテレビアニメ版での担当声優、演は舞台版での俳優を示す。
小糸 侑（こいと ゆう）
声 - 高田憂希 / 金元寿子（2016年PV）
演 - 河内美里
本作の主人公。遠見東高校の女子生徒で、学年は1年。4月5日生まれ。身長152センチメートル。父（徹二、声 - 野瀬育二）・母（涼子、声 - 今泉葉子）・姉（怜、声 - 小松未可子）・祖母（充子、声 - 八百屋杏）と暮らしており、ときどき、祖母が経営する書店を手伝っている。
燈子と知り合ったことがきっかけで、遠見東高校の生徒会役員となる。容姿は可愛らしいが、性格はクール。一方で、物事を決める事が苦手であり自身も優柔不断と自覚しており、頼みごとをされると弱いという側面も持つ。小柄だが中学時代にソフトボール部に在籍していたこともあり、身体能力は高い。勉強に関しては英語や国語等文系は得意だが理系は苦手。
恋をしたことがなく、誰に対しても「特別」という感情を抱けない。それを打ち明けた燈子に想いを寄せられ、学校帰りの踏み切りでファーストキスをされた。それでも特別な感情を持てず燈子に対し告白を断ろうとしたが燈子から「自分のことを好きにならない」ことを条件に彼女の好意を受け止め続けることになる。誰よりも近くで燈子と関わっていくうちに侑自身の心にも変化が起こりはじめるが、燈子との約束があるため自分の本心を隠しながら燈子と交際していくことになる。
最初の頃は燈子に振り回される場面が多かったが、中盤からは燈子を引っ張る場面が増えていき、終盤では侑が燈子に対し主導権を握っている。
作中で燈子のことはほとんどの場面で「七海先輩」、正式に交際を始めてからは「燈子先輩」と呼んでおり燈子に対し敬語を使っているが、最終話で二人の時は「燈子」と呼ぶようになり敬語は使っていない。
生徒会劇では看護師役で出演。最初の脚本では只の脇役だったが、侑とこよみが脚本を変えた結果、主人公（燈子）の考え方を変える重要な役回りとなった。また侑も主人公と自分を重ね合わせた燈子と同様に、劇に登場した恋人と自分を重ね合わせており、このままだと燈子との関係が終わるかもしれないという焦りから燈子への最初の告白につながることになる。
最終話では大学生になり高校時代にあったおさげはなくなっている。燈子と交際は続いているが怜以外の家族には燈子の事は報告していない。また選択することが苦手な事は相変わらずであり、進学する大学や就職に関して相当悩んでおりその事を燈子に相談している。
七海 燈子（ななみ とうこ）
声 - 寿美菜子（テレビアニメ・2016年PV）
演 - 小泉萌香
本作のヒロイン。遠見東高校の女子生徒で、学年は2年。2月19日生まれ。身長163センチメートル。1年生のときから遠見東高校の生徒会役員を務めており、2年生に進級した後、生徒会長に就任する。美人で文武両道の才女。侑とは学年差があり先輩と後輩の関係だが、誕生日で見ると二人の生まれた日時は燈子が2ヶ月弱程早いだけの同じ年の生まれになるので描写されるほどには実際の年齢は開いていておらず、作中では最終話を除いて燈子と侑は同じ16歳である。
家族構成は父と母で、七年前に当時の遠見東の生徒会長だった姉・澪と死別している。もともとは内向的で姉の後ろに隠れている臆病な性格だったが、澪の死後、周囲から強い期待を寄せられたことを理由に、澪の代わりとして振る舞うよう努めている。実際の燈子は学校で見せている姿とはかなりかけ離れており、作中で両親以外に本来の燈子を知るのは侑と沙弥香のみである。また侑と二人きりの時には甘えたり我儘を言う等、侑に対しては本来の燈子自身を見せている。
覆い隠している素の自分と、澪として振る舞う自分どちらの側面も嫌っている自己肯定のできない少女であり、そんな自分を「好きにならない」と言った侑を特別に想い惹かれていく。当初は侑の説得すら頑なに拒否して姉の姿を演じていたが、侑との交際や生徒会劇での成功を通じて本来の燈子自身が普段の生活でも表れるようなり、周囲の人間も本来の燈子の姿を受け入れている。
生徒会劇では主人公の記憶喪失の少女役を演じる。この役を演じきったことで燈子は初めて自分自身が評価されたことを認識し嬉し涙を流す。この後市民劇団の演出家の目にとまり、燈子は澪ではなく燈子自身として役者を目指すことになる。
最終話では大学生になり親元を離れて一人暮らしをしており、大学の演劇サークルに参加する一方でプロの舞台役者としても活動している。容姿こそ変化はないが、澪のように振る舞う事はなくなっている。高校時代以上に侑を振り回しているが立ち位置は逆転されており、侑には頭が上がらなくなっている。
佐伯 沙弥香（さえき さやか）
声 - 茅野愛衣
演 - 礒部花凜
スピンオフ小説の主人公。燈子の親友。遠見東高校の女子生徒で学年は2年、生徒会では副会長を務める。7月29日生まれ。身長は燈子とほぼ同じ。燈子に次いで非常に優秀な女子生徒だが、興味のないことにはとことん適当になる一面もある。勉強の成績は燈子と同じ位出来るがケアレスミスから燈子と比較すると若干落ちる。家では猫を飼っている。
1年生のときから生徒会役員を務めており、2年生に進級した後、副会長に就任する。もともとは中高一貫の私立女子高に通っていたが、中学の時に当時の先輩との間でもめたことを理由に遠見東へ進学した。自分の中にある同性愛者の一面を封じるための共学への進学だったが、新入生代表のスピーチをした燈子に一目惚れすることでその葛藤を捨てた。燈子への想いを抱いているがゆえに侑の存在を警戒するが、侑とも交友を続けるうちに距離を近づけていく。燈子が誰も好きにならならない事を知っていたため、友人として一定の距離をおいて燈子に最も近い位置にいた。しかし侑との出会いや生徒会劇後の態度から燈子が変わった事に気づき、修学旅行で遂に燈子に対し告白をするが、燈子から感謝されつつも「私は沙弥香を選べない、選ばない」と断られる結果となった。この結果を沙弥香自身は結果を恐れて待ちすぎてしまったこと、侑と違い燈子に対し踏み込めなかったことが原因だと涙ながらに受け入れている。修学旅行終了後、侑のいる教室に出向き改めて二人の関係を確認した後、侑に「燈子を大事にしてほしい」と言って燈子を託した。その後も燈子とは親友としての関係は変わっていない。
生徒会劇では主人公（燈子）の恋人役で出演。当初の脚本では主人公は恋人を選ぶ結末だったが、脚本を変えた結果恋人を選ばない結末となった。脚本を変えたことに燈子は沙弥香が反対することを望んでいたが、侑と同じく燈子に変わって欲しいとの思いから賛成にまわっている。
最終話では大学生になり、侑や燈子達の中では一番大人の雰囲気になっている。陽（はる）という女の子と交際しているが、侑にだけ報告して燈子にはしていなかったため、三人の間で気まずい空気が出来る結果になってしまった。
槙 聖司（まき せいじ）
声 - 市川太一、松田颯水（小学生）
演 - 石渡真修（初演） / 伊崎龍次郎（朗読劇） / 瑞野史人（encore）
遠見東高校の生徒会役員。1年の男子生徒。身長約160センチメートル。勉強に関しては文系理系共できる。
中学でも生徒会役員を務めており、人のために何かをするのが好きな人当たりの良い好青年だが、自身が目立つことは好きではなく、裏方に徹していたいと言う控えめな部分も持っている。姉2人と妹がいる。女子からよく恋愛相談を受けており、その際は自身を観客に、相談された恋愛を舞台に見立て楽しむという変わった癖を持っている。観客として眺めることを好むため、誰かに対して恋愛感情を抱いたことはない。作中で燈子と侑がキスしているところを目撃し、今までで最も面白い舞台を見つけたと喜び、行く末を見届けようと誰かに話すことはせず傍観者に徹している。また生徒会劇以降の堂島と朱里の関係についても侑に教えている。
侑にとって自身の変化を気付かせた人物であり、生徒会室でのキスを槙に目撃された際、燈子を守ろうとする侑に侑が燈子を意識していること、燈子への告白後あきらめようとする侑に対し、逃げているだけですでに侑が「特別」な感情をもっていると告げている。
生徒会劇では主人公（燈子）の弟役で出演。
最終話では関西の大学に進学しており生徒会劇を見るために久しぶりに帰省。その際再会した侑に当時の事を謝罪した。
堂島 卓（どうじま すぐる）
声 - 野上翔
演 - 小田川颯依
遠見東高校の生徒会役員。1年の男子生徒。身長約170センチメートル、眼鏡をかけている。勉強は普通でやや理系が得意。
燈子の前任の生徒会長である久瀬の紹介と内申が良くなるという理由で生徒会に入ろうとしたため沙弥香からは能力を疑問視されたが、燈子は逆に久瀬がいい加減なため有能な人間を廻りに置くという考えから生徒会に入ることを認められた。よく軽口を叩く快活な男子高校生だが、時折熱血な一面を見せる。あまり真面目に話を聞いているほうではないため槙に突っ込みを入れられることも多い。中学時代に剣道経験があるが弱かったらしい。朱里が失恋した理由を侑と聞いた際には、朱里を肯定した上で失恋する原因を作った先輩に対して怒りを見せていた。
生徒会劇では主人公（燈子）の学校の同級生役として出演。普段と違い真面目な生徒役で出演したため、女子生徒からの評判も高かった。
翌年生徒会長になっており、燈子が復活させた生徒会劇を面白かったという理由で継続しており、その結果生徒会劇は以降も続くことになった。
最終話では朱里と交際しており、朱里の身長を抜いている。また侑の周りの中では只一人、侑と燈子の関係を知らない。
叶 こよみ（かのう こよみ）
声 - 小原好美
演 - 春咲暖
侑の友人。遠見東高校の女子生徒で学年は1年。身長約150センチメートル。制服着用の際にはリボンを付けておらず、制服以外でスカートを穿くことを嫌っている。勉強に関しては文系だけでなく理系もできる。
読書家で、作家を志望している。普段はテンションが低いが、好きな作家の話題になるとテンションが高くなる。侑に自作の小説の評価を頼んだことをきっかけに、生徒会劇の脚本を担当することになる。侑や周りから聞いた燈子の完璧すぎるイメージから考え方を発展させ脚本を執筆した結果、極端ではあるものの燈子の現状と酷似する内容になっており、脚本を読んだ燈子からは恐れられている。生徒会劇の合宿にも参加しており、脚本の結末に対し何か引っかかるものを感じていたが、合宿後に侑からの指摘を受けて問題点に気付き書き直した結末は燈子を除く全員から高い評価を得ている。
林錬磨（はやしれんま）という作家を尊敬しており、こよみの書いた小説もこの作家の影響を受けている。念願のサイン会に参加した際会話をしようとしたが、林錬磨が女性だったというショックでほとんど会話が出来ずに終了してしまう。その後槙とのメールのやりとりで自分の夢が林錬磨に会うことではなく、作家になってもう一度会話をすることだと気づき本格的に作家を目指すことになる。後日、下位ながらも新人賞を受賞し小説家への一歩を踏み出すことになる。
最終話では作家デビューを控えているが、次回作を執筆途中だったことと発売前で売れるかどうかの不安から疲労困憊の状態で登場している。
日向 朱里（ひゅうが あかり）
声 - 寺崎裕香
演 - 五十嵐晴香（初演） / 大石夏摘（encore）
侑の友人。遠見東高校の女子生徒で学年は1年。バスケットボール部所属で作中の主要人物の中では最も背が高く（170センチ前後）、春先でもブレザーを着用せずに学校生活を送っている。勉強は得意ではないが何故か生物の成績だけは良い。快活な少女だが、人一倍繊細な内面の持ち主。先輩男子である大垣（大垣 隆介）を追いかけて遠見東に進学し告白するが、バスケに専念したいとの理由で告白を断られる。その後もあきらめず機会を待っていたが、大垣が以前から女子バスケ部の主将芹澤と交際していることを知り泣いていたところを侑と堂島に見られてしまう。その際、自分をフォローしてくれた上で代わりに大垣に対して怒ろうとしてくれた堂島を気にかけるようになる。こよみの新人賞受賞の祝賀会で菜月と再会した時には大垣のことは既に諦めており、逆に堂島との関係についてこよみと菜月に問い詰められていた。
最終話では堂島と交際しており、服装や雰囲気も高校時代とは大きく変わっている。堂島と仲の良い姿を菜月達にからかわれていた。
箱崎 理子（はこざき りこ）
声 - 中原麻衣
演 - 田上真里奈
遠見東高校の女性教師。生徒会の副顧問を務める。学校の異動実績があり、市ヶ谷も理子に対して敬語を使うことから見た目よりも年齢は高い。大学生時代に恋人と破局して荒れていたところを都と出会い、彼女との関わりを通じて交際するようになり同棲を始める。基本的に女性に興味はなく、都だけ特別だという。市民劇団に所属しており、同じ劇団に所属する遠見東高校OBの市ヶ谷を演技指導役として依頼し、生徒会劇当日は劇団の演出家である奈良を招いている。燈子の初舞台では一緒に出演していた。
最終話でも遠見東高校に勤務しており都との関係も続いている。また燈子に対し都を通して市民劇団に参加しなくなった事を咎めていた。
児玉 都（こだま みやこ）
声 - 森なな子
演 - 立道梨緒奈（初演） / 北原侑奈（encore）
遠見東高校の近所にある喫茶店「Echo」の女店長。喫煙者。理子の大学の同期であり恋人。こちらは生粋の同性愛者。理子との交際を仄めかす状況に出くわし、そのことを察した沙弥香の良き相談役として、しばしば物語に顔を出す。接客業のため人の見る目も高く、沙弥香が好意を抱く燈子を見て「綺麗だけど惚れると苦労するタイプ」だと見抜いている。喫茶店経営は理子に頼っている所があり、将来理子を助けたいために喫茶店の規模を拡大すべく、店が休みの時は他の人気喫茶店を廻りメニューを研究している。
最終話では店に二階席が出来、従業員を雇うなど以前と比べて規模が拡大し繁盛している。
小糸 怜（こいと れい）
声 - 小松未可子
侑の姉で大学生。侑からは「怜ちゃん」と呼ばれている。生真面目な侑とは対照的に大雑把な性格をしている。ヒロくん（大塚 紘、声 - 河西健吾）という高校時代からの彼氏と交際しており、一緒に小糸家で夕食をする等家族公認の仲。家族の中で侑と燈子の関係に唯一気付いており、特殊な関係と知りながらも「特別」な感情を持つようになった侑を応援している。お菓子作りが趣味で侑の好物であるチーズケーキのレシピを侑の寝顔の画像と共に燈子に送っている。
最終話では結婚しており、ヒロくんが出張中のため実家に帰省していた。出かけようとする侑に燈子と同棲することを勧めている。
市ヶ谷 知雪（いちがや ともゆき）
声 - 興津和幸
遠見東高校のOBで元生徒会役員。理子と同じ市民劇団に所属している。生徒会劇の開催にあたって理子が呼び出した演技指導役。堂島や槙から理子との関係を聞かれているが、彼女がいると言って否定している。七海澪と同級生で小さいころの燈子とも面識があった。彼が知っている澪の姿を知ることで、燈子は強い葛藤を抱くことになる。
園村 菜月（そのむら なつき）
声 - 東内マリ子
侑とこよみと朱里の中学時代の友人。中学時代の侑をソフトボール部に誘った人物で、高校でもソフトボールをするため侑達とは別の学校に進学している。柴犬を飼っている。
ＧＷに一度侑達と一緒に遊びに行き、夏休みに偶然出会った侑と合宿の買い物に付き合っている。その際侑が菜月に対し、燈子に振り回されていることを愚痴にした事で、中学時代の侑に比べて変わった事を告げている。
最終話では燈子を見るために、こよみや朱里達と一緒に遠見東高校の文化祭に参加している。
吉田 愛果（よしだ まなか）、五十嵐みどり（いがらし みどり）
声 - 芳野由奈（吉田愛果）、櫻井浩美（五十嵐みどり）
2年生で燈子と沙弥香のクラスメイト。愛果は黒髪のショートカット、みどりは茶髪で二つのおさげが特徴。勉強に関して愛果は見た目と違い成績は良く、みどりは歴史が得意。燈子と沙弥香と昼食を一緒にとったり、生徒会劇の打ち上げにも参加したりするなど燈子達との仲は良好。修学旅行でも燈子達と同じグループで行動していた。
柚木 千枝（ゆずき ちえ）
声 - 千本木彩花
演 - 七木奏音
沙弥香の中学時代の先輩であり、沙弥香を同性愛に目覚めさせた人物。名前はスピンオフ小説の『やがて君になる 佐伯沙弥香について』で判明。中学時代に沙弥香と交際していたが、千枝にとって同性愛は一時的なものであり、高校進級後会いに来た沙弥香に対し一方的に別れ話をした上で無責任な発言をした事で沙弥香を傷つけ、沙弥香が転校する原因を作った。夏休みに沙弥香と偶然再会し当時の事を謝罪するが、それは沙弥香に対してではなく自分の罪悪感を消したいがための謝罪であった。その言葉は沙弥香に見抜かれており、結果沙弥香が待ち合わせをしていた燈子と恋人のように振る舞った事で、沙弥香がそのまま同性愛者であることを見せられることになった。
七海 澪（ななみ みお）
燈子の姉であり、故人。燈子より七歳年上で遠見東高校の生徒会長を務めており、当時内向的だった燈子にとって全てにおいて優れていた澪は憧れの存在だったが、買い物の途中で交通事故に遭い亡くなっている。周囲からの期待と間接的とはいえ澪が亡くなる原因を作ってしまった燈子は、澪が出来なかった生徒会劇を成し遂げるため、澪のように振る舞い遠見東高校に入学して生徒会長に就任している。
当時のことを知る教師からの評判は良かったが、同級生だった市ヶ谷からは、澪が仕事は人任せで最後だけ澪が持って行ったこと、夏休みの課題が終わらないために生徒会役員を総動員して手伝ってもらったりと、散々澪に振り回されたが不思議と皆から好かれていた事を燈子に伝えており、自分が知らない澪の姿を知った燈子は激しく動揺することになった。
作中では写真や回想のみで登場し顔は見えないが、燈子の家で澪の写真を見た侑は、燈子は父親似で澪は母親似だと感想を述べており燈子も同意している。
枝元 陽（えだもと はる）
最終話で侑の話に出てきた沙弥香の恋人。スピンオフ小説「佐伯沙弥香について(3)」において登場した人物で、沙弥香の大学で1学年下の後輩。

## 用語
遠見東高校（とおみひがしこうこう）
物語の舞台となる関東にある公立の男女共学校。男子は詰襟、女子はピンクのブレザーが制服になっており、作中で侑達一年生は黄色、燈子達2年生は赤色、三年生は深緑色の異なった色のリボンをつけている。
怜から校名を聞いた際のヒロくんの台詞から県内でもかなりレベルが高い進学校であり、その為受験をする三年生に配慮して、部活動の中心が二年生になっており、生徒会長選挙も二学期ではなく五月に行われている。侑達が活動する生徒会は校舎内にはなく、学校の外れにあるかつて書道の授業で使用していた古い木造の建物を使用している。
モデルとなった高校は作者の地元滋賀県にある彦根東高校、作中で頻繁に登場する遠見駅や川沿いの道も彦根駅周辺がモデルになっている。
生徒会劇
遠見東高校の文化祭で生徒会が行う演劇。元々は文化祭で講堂を使用する機会がない手芸部、文芸部、美術部のために当時の生徒会が演劇をすることを提案したことから始まる。この上演が好評だったため、それ以降文化祭の目玉となり継続していたが、澪が生徒会長の時に澪が亡くなったことで生徒会劇は中断してしまう。それから七年後に生徒会長になった燈子によって復活し、文化祭で上演され成功を収める。その後翌年生徒会長になった堂島が生徒会劇を継続させたことで以降も続くことになった。
作中では事故で記憶喪失になった少女が主人公の物語、数年後（最終話）では広い川を下る舟が旅をする物語が上演された。
君しか知らない
燈子達が上演した生徒会劇のタイトル。こよみが脚本を書き、劇のタイトルは燈子への想いを込めて侑が付けた。
事故で記憶喪失になった主人公が、学校と家庭と恋人の前では全く違う自分だった事を知ったことで、自分がこれからどうなるべきかを模索する物語。
主人公役で燈子、看護師役で侑、恋人役で沙弥香、主人公の弟役で槙、学校の同級生役で堂島の5人が出演している。通常の劇と違い、基本的に主人公と他の登場人物との一対一のやりとりで劇は進行している。
最初の脚本では主人公は恋人を選ぶ結末だったが、燈子の本心を知った侑が燈子に変わってほしいとの願いから、こよみと相談して脚本を変更し、過去の自分を選択するのではなく新たな自分を選ぶ結末に変更している。

## 制作背景
本作の作者・仲谷は漫画家としてデビューする前に同人活動をしており、そこでは女子同士の関係を描いた二次創作漫画を描いていた。そのため、周りからは百合漫画を描く同人作家と見なされていたが、仲谷自身は百合漫画を描いている自覚がなく、いつか恋愛を前面に出した漫画を描こう、と考えていた。一方、本作の担当編集者である電撃大王編集部の楠達矢は、もともと百合漫画が好きで、いつか百合漫画を担当したいと考えていた。そして、ある同人誌即売会で楠が仲谷に声をかけ、これをきっかけに本作の制作が開始されることになる。
楠は仲谷に大まかなコンセプトを提案した際に「光と闇の百合」をやるのはどうだろうかと提案した。「光と闇の百合」とは、闇の感情を抱えるヒロインに主人公が救いを与えていく関係性のこと。このコンセプトをもとに闇の感情を持つヒロインとして七海燈子が生まれ、彼女を助ける主人公として小糸侑が誕生した。仲谷は、自身が描きたい女子として「可愛くてめんどくさい女の子」を挙げており、燈子を「一見完璧だけど自分を肯定できない女の子」として制作。燈子と共にいられるキャラクターとして侑を創造したと語っている。侑は燈子の傍にいられるキャラクターにするために「恋愛感情が分からない」という要素が加えられたが、仲谷は侑の抱く悩みを闇とはとらえずに描いている。また、侑に関して仲谷は、手に負えない子を救うヒーローのようなイメージを持っているが、これはあくまでも最初のころの話であるとも語っている。主人公たち以外のキャラクターたちの設定も連載開始前の段階から決まっていた。
2018年11月10日にはスピンオフ小説として『やがて君になる 佐伯沙弥香について』が電撃文庫より刊行された。作者は電撃文庫より『安達としまむら』をはじめ多くの作品を執筆している入間人間。表紙・挿絵は原作者の仲谷が担当する。佐伯沙弥香の過去を描いた作品となり、彼女の小学生時代と原作にも登場した中学時代の話を軸に、沙弥香が女性を恋愛対象にするようになった原点が描かれる。入間が起用された理由は、入間の担当編集が2017年2月に刊行された入間の小説『少女妄想中。』のイラストを仲谷に依頼したことが縁となっている。その後、楠が入間にスピンオフ小説の執筆を依頼。アニメ化が決まっていたタイミングということもあり、アニメ放送期間中に刊行するという企画となった。沙弥香が主人公に選ばれた理由は原作サイドより提案されたためである。執筆の際、仲谷より原作の裏設定や今後の展開などが入間に伝えられている。
『やがて君になる 佐伯沙弥香について』は発売後に即重版がかかり、その影響もあり2019年5月10日に続編となる第2巻が刊行。沙弥香と燈子の高校一年生の時代が描かれる。そして2020年3月10日には完結編となる第3巻が刊行。大学二年生になった沙弥香が陽と出会い交際に至るまでの経緯と、他の登場人物の後日談が描かれている。

## 制作工程
作業としては最初に単行本1巻分のシナリオ構成を仲谷と楠で打ち合わせて決めている。このとき、構成として単行本の各巻の最後に物語の山場が来るように構成しており、最後に読者が読み応えを感じられるようにしている。シナリオ構成が完成したら、各話数のプロットを文章で作成。楠の確認を受けた後に、詳細な台詞や場面状況を加えた脚本を制作し、再び楠の確認を受けてから脚本をもとにネームを作成。楠によるネームの確認が終わると最後に作画をして完成する流れとなっている。
掲載時のアオリ文は楠が制作している。その際、仲谷からの監修も受けている。単行本の帯の文章は仲谷と楠が二人で案を出し合い良い方を採用している。1巻・2巻・7巻は楠、3巻・4巻・6巻は仲谷、5巻は4巻の巻末で二人が作成した次回予告を採用している。

## 作風
仲谷は、本作について「ガールズラブのど真ん中を描こうとしている漫画」だと述べている。仲谷の言う「ガールズラブのど真ん中」とは、登場人物が他の登場人物と繋がりを持つ際、その繋がりの形として友情ではなく恋愛を選ぶという決断と、その決断に至るまでの葛藤を指しており、本作ではそのような少女たちの揺らぐ気持ちが丁寧に描写されている。その一方で、仲谷は、登場人物がイチャイチャしているシーンを描くことで、読むのが辛くならないようバランスを取っていると発言しており、特に理子と都の2人については、侑と燈子をあまりストレートにイチャイチャさせられない分、イチャイチャする描写を多めに入れているという。また、「ガールズラブのど真ん中」を描いてはいるが、本作は女の子同士の恋が困難であることを描くのではなく、登場人物たちが個人の問題に対して向き合う物語となっている。これは、女の子同士の恋愛が困難であってほしくはないという仲谷の想いがあったためである。また、侑や燈子など難しい感情を抱くキャラクターが多い中で、「難しいものを理解してもらう」作品を目指して制作されている。
単行本の表紙イラストでは、キャラクターがカメラ目線であることを嫌がる百合ファンがいることから、この構図を避けるようにしている。
百合漫画の読者の中には、漫画の中に男性キャラクターが登場することを嫌う読者もいる。しかし本作では、恋愛の相手として男性を選ぶこともできる中で、それでも女性を選ぶという物語を描きたいとの考えから、物語の舞台である遠見東高校は共学校という設定になっている。また、男性キャラクターの一人である槙は、舞台に立たない特性を持つ人物を出すために作られたキャラクターであり、「カップルを眺めるのが好き」というキャラクターであることを早い段階で表明するなど、男性の存在を不安視する読者に対しても配慮がなされている。このように、男性キャラクターは主人公たちの関係を邪魔しないように配慮されているが、一方で作品として登場する意義があるようなキャラクターになるように意識して制作されている。

## 評価
漫画家の竹宮惠子は、本作について、現代社会で「ありうる」ガールズラブを丁寧にきちんと描き起こしていると評価している。また、漫画家のなかとかくみこは、本作について「心理描写が丁寧」であると評し、設定が複雑であるにも関わらずすんなり読める、と述べている。
2018年、当時東京大学に在学していた学生100人に対して行われたアンケートをもとに、東京大学書評誌『ひろば』の編集長が執筆した著書『東大生の本棚 「読解力」と「思考力」を鍛える本の読み方・選び方』にて本作が紹介。東京大学内の販売所で新刊が発売される度に売り切れになることがあることを挙げ、心理描写が巧みに描かれている点、感情の動きや内面描写の美しさを評価した。その小説的な表現から「文学より文学的な漫画」と評する東大生もいた。
百合漫画の金字塔ともいわれている。

## 書誌情報

### 漫画
- 仲谷鳰 『やがて君になる』 KADOKAWA〈電撃コミックスNEXT〉、全8巻
  1. 2015年10月27日初版発行（同日発売[角 1]）、ISBN 978-4-04-865432-6
  2. 2016年4月27日初版発行（同日発売[角 2]）、ISBN 978-4-04-865875-1
  3. 2016年11月26日初版発行（同日発売[角 3]）、ISBN 978-4-04-892431-3
  4. 2017年6月27日初版発行（同日発売[角 4]）、ISBN 978-4-04-892919-6
  5. 2018年1月26日初版発行（同日発売[角 5]）、ISBN 978-4-04-893541-8
  6. 2018年9月27日初版発行（同日発売[角 6]）、ISBN 978-4-04-912047-9
  7. 2019年4月26日初版発行（同日発売[角 7]）、ISBN 978-4-04-912493-4
  8. 2019年11月27日初版発行（同日発売[角 8]）、ISBN 978-4-04-912869-7
- 『やがて君になる 公式アンソロジーコミック』、KADOKAWA〈電撃コミックスNEXT〉
  1. 2018年12月27日第1刷発行（同日発売[角 9]）、ISBN 978-4-04-912238-1 
 参加作家 : 結川カズノ（カバーイラスト・漫画）／フライ（口絵イラスト）／伊藤ハチ／缶乃／タチ／チョモラン／tMnR／原百合子／ヒロイチ／柊ゆたか／文尾 文／深山おから／めきめき／もけ
  2. 2020年3月26日第1刷発行（同日発売[角 10]）、ISBN 978-4-04-913113-0 
 参加作家 : 柊ゆたか（カバーイラスト・漫画）／ふぃふ（口絵イラスト）／有馬／植下／缶乃／くもすずめ／sheepD／すのはら風香／そめちめ／むっしゅ／優木すず／柚原もけ／ヨドカワ

### 小説
- 入間人間（著） / 仲谷鳰（原作・イラスト）、KADOKAWA〈電撃文庫〉、全3巻
  - 『やがて君になる 佐伯沙弥香について』、2018年11月10日第1刷発行（同日発売[角 11]）、ISBN 978-4-04-912165-0
  - 『やがて君になる 佐伯沙弥香について (2)』、2019年5月10日第1刷発行（同日発売[角 12]）、ISBN 978-4-04-912518-4
  - 『やがて君になる 佐伯沙弥香について (3)』、2020年3月10日第1刷発行（同日発売[角 13]）、ISBN 978-4-04-912518-4

## テレビアニメ
『月刊コミック電撃大王』2018年6月号において、本作のテレビアニメ化が発表された。同年10月から12月まで全13話が放送された。

## 舞台
- 2019年5月3日から12日まで、舞台『やがて君になる』が東京・全労済ホール／スペース・ゼロにて公演。主催はトライフルエンターテインメントで、脚本・演出は鈴木智晴が担当[10][33]。

- 2020年10月29日から11月8日まで、原作最終巻までの内容を踏まえてリメイクした舞台『やがて君になる』encoreが品川プリンスホテル クラブeXにて公演を予定されていたが[34]、新型コロナウイルス感染症の影響で延期となった[35]。
encore公演の代替イベントとして、同日程・劇場で朗読劇『やがて君になる 佐伯沙弥香について』が公演された[35]。この公演は佐伯沙弥香を主人公とした外伝小説の内容を朗読劇にしたものとなる。脚本は鈴木智晴・演出は葛木英が担当[36]。

- 2022年11月25日から12月4日まで、公演延期となっていた舞台『やがて君になる』encoreが東京・品川プリンスホテル クラブeXにて公演された[37]。脚本は鈴木智晴・演出は上野友之が担当[38]。